# Robert Stenkvist
Robert Olov Stenkvist, född 10 juni 1958 i Farsta församling i Stockholm, är en svensk politiker (sverigedemokrat). Han är ordinarie riksdagsledamot sedan 2014, invald för Stockholms läns valkrets sedan 2018 (dessförinnan riksdagsledamot för Västra Götalands läns östra valkrets 2014–2018).
Stenkvist gick med i Sverigedemokraterna 2004 och var tidigare ordförande för Sverigedemokraterna i Stockholms län. Innan han var riksdagsledamot arbetade Stenkvist under mandatperioden 2010–2014 som politisk sekreterare i riksdagen.[källa behövs]
Stenkvist kandiderade i riksdagsvalet 2014 och blev ersättare. Inför valet 2014 var Stenkvist en av två riksdagskandidater för Sverigedemokraterna som inte ville införa ett förbud mot tiggeri. Han utsågs till ny ordinarie riksdagsledamot från och med 30 september 2014 sedan Christoffer Dulny avsagt sig uppdraget.
I riksdagen är Stenkvist ledamot i utbildningsutskottet sedan 2015 och suppleant i EU-nämnden. Han har varit suppleant i bland annat försvarsutskottet och utbildningsutskottet.